# Black or White
"Black or White" er en hit-single fra 1991 af Michael Jackson fra hans Dangerous-album. Nummeret var #1 på adskillige hitlister, bl.a. på amerikanske og britiske hitlister. 

## Musikvideo
"Black or White"-musikvideoen er kendt for flere ting. Dels er den kendt for sine specialeffekter i slutningen, hvor mennesker af forskellige racer 'morpher' sammen, mens de synger omkvæddet. Musikvideoen er også kendt for kortfilmen, der åbner musikvideoen hvor Macaulay Culkin larmer med høj musik på sit værelse, hvilket får hans far (spillet af George Wendt) til at blive rasende og råbe ad ham. Culkin har dog ikke tænkt sig at skrue ned, og i stedet bringer han en gigantisk højttaler ind i familiens stue og skruer op for fuld udblæsning, hvilket får hans far til at flyve op gennem hustaget og lande et sted i Afrika. Her danser Michael Jackson med nogle afrikanere, hvorefter man følger Jackson jorden rundt hos forskellige folkeslag. Musikvideoen er også kendt for slutningen, hvor Jackson forvandles fra en panter til sig selv og går gennem en dyster gade, hvor han smadrer racistiske og nazistiske symboler. Dette skabte en del kontrovers, da nogle syntes at Jackson var for destruktiv.[kilde mangler]
| Musik | Spire Denne musikartikel er en spire som bør udbygges. Du er velkommen til at hjælpe Wikipedia ved at udvide den. |